# Asura rhodina
Gymnasura rhodina là một loài bướm đêm thuộc phân họ Arctiinae, họ Erebidae.